# Sigismund van Pruisen (1864-1866)

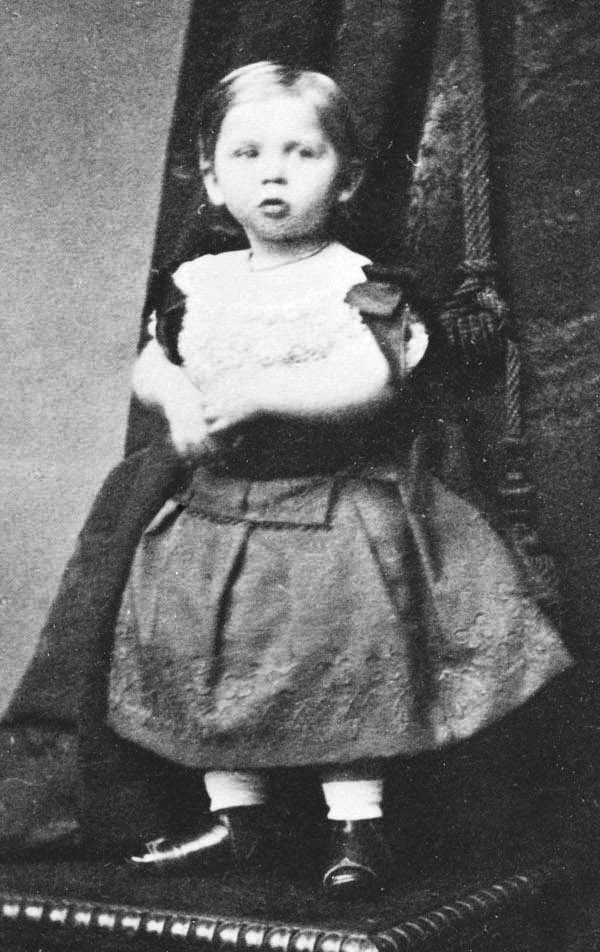
Prins Sigismund van Pruisen

Frans Frederik Sigismund van Pruisen (Potsdam, 15 september 1864 - aldaar, 18 juni 1866) was de derde zoon van de latere koning en keizer Frederik III van Pruisen respectievelijk van Duitsland en Victoria van Saksen-Coburg en Gotha, de oudste dochter van koningin Victoria van Groot-Brittannië. Hij overleed op tweejarige leeftijd.
Sigismund stierf aan meningitis. Terwijl zijn vader, toen nog kroonprins,  ten strijde trok in de oorlog tegen het keizerrijk Oostenrijk, en hij alle dokters bij zich had, was er voor de kleine prins geen medische hulp beschikbaar. Zijn moeder heeft dit nooit kunnen verwerken.
Het lichaam van Sigismund werd bijgezet in het mausoleum van de Friedenskirche op het landgoed Sanssouci.
Prins Sigismund was het eerste kleinkind van koningin Victoria dat overleed, bijna honderdvijftien jaar voordat haar laatste kleinkind, Alice van Albany de dood vond.